# Мурашкинцев, Александр Андреевич
Александр Андреевич Мурашкинцев (1857 — 21 декабря 1907  [3 января 1908], Санкт-Петербург) — российский экономист и публицист.

## Биография
Родился в 1857 году.
Среднее образование получил в нижегородском дворянском институте (1871—1875). Учился в медико-хирургической академии; ещё студентом был направлен в Румынию, для исполнения медицинских обязанностей по эвакуации раненых с театра военных действий. В 1880 году перешёл на отделение естественных наук физико-математического факультета Петербургского университета, затем — на физико-математический факультет Московского университета, который окончил в 1882 году.
По окончании курса в университете в течение 1882—1885 годов был земским статистиком в Рязанской, Курской и Саратовской губерниях. С 1885 года — младший делопроизводитель в крестьянском земельном банке; в 1887 году был назначен председателем смоленского отделения крестьянского земельного банка; с 1890 года — старший делопроизводитель государственного дворянского земельного банка.
В «Русских Ведомостях», «Русском Богатстве» и других журналах печатались его статьи по кооперации, по маслоделию, по аграрному вопросу, о земских начальниках и др. Служа в министерстве финансов, А. А. Мурашкинцев занимался исследованием льняной промышленности («Недостатки и нужды льняной торговли» — СПб., 1895) и маслоделия в Западной Сибири («О производстве и сбыте экспортного масла в Западной Сибири» — СПб., 1902; «Кооперативное маслоделие в Западной Сибири» — СПб., 1902).
Состоял сотрудником «Энциклопедического Словаря Брокгауза и Ефрона» и «Большой Энциклопедии» по экономическим (преимущественно торговым) вопросам, а также по отделу географии.